# Jaylen Brown
Jaylen Marselles Brown (Atlanta, 24 oktober 1996) is een Amerikaans basketballer.

## Carrière
Brown speelde collegebasketbal voor de California Golden Bears van 2015 tot 2016. In de NBA draft van 2016 werd hij als derde gekozen door de Boston Celtics. Na zijn eerste seizoen werd hij verkozen tot NBA All-Rookie Second Team. Hij werd voltijds starter vanaf zijn tweede seizoen bij de Celtics. In 2021 werd hij voor een eerste keer verkozen tot NBA All-Star. In 2023 werd hij verkozen tot All-NBA Second Team.

## Erelijst
- NBA-kampioen: 2024
- NBA All-Star: 2021, 2023, 2024
- All-NBA Second Team: 2023
- NBA All-Rookie Second Team: 2017
- NBA Finals Most Valuable Player Award: 2024

## Statistieken

### Regulier seizoen
| Seizoen      | Team           | WG  | WS  | MPW  | 2P%  | 3P%  | FW%  | RPW | APW | SPW | BPW | PPW  |
| ------------ | -------------- | --- | --- | ---- | ---- | ---- | ---- | --- | --- | --- | --- | ---- |
| 2016/17      | Boston Celtics | 78  | 20  | 17,2 | 45,4 | 34,1 | 68,5 | 2,8 | 0,8 | 0,4 | 0,2 | 6,6  |
| 2017/18      | Boston Celtics | 70  | 70  | 30,7 | 46,5 | 39,5 | 64,4 | 4,9 | 1,6 | 1,0 | 0,4 | 14,5 |
| 2018/19      | Boston Celtics | 74  | 25  | 25,9 | 46,5 | 34,4 | 65,8 | 4,2 | 1,4 | 0,9 | 0,4 | 13,0 |
| 2019/20      | Boston Celtics | 57  | 57  | 33,9 | 48,1 | 38,2 | 72,4 | 6,4 | 2,1 | 1,1 | 0,4 | 20,3 |
| 2020/21      | Boston Celtics | 58  | 58  | 34,5 | 48,4 | 39,7 | 76,4 | 6,0 | 3,4 | 1,2 | 0,6 | 24,7 |
| 2021/22      | Boston Celtics | 66  | 66  | 33,6 | 47,3 | 35,8 | 75,8 | 6,1 | 3,5 | 1,1 | 0,3 | 23,6 |
| 2022/23      | Boston Celtics | 67  | 67  | 35,9 | 49,1 | 33,5 | 76,5 | 6,9 | 3,5 | 1,1 | 0,4 | 26,6 |
| 2023/24      | Boston Celtics | 70  | 70  | 33,5 | 49,9 | 35,4 | 70,3 | 5,5 | 3,6 | 1,2 | 0,5 | 23,0 |
| Carrière     | Carrière       | 540 | 433 | 30,2 | 48,0 | 36,4 | 72,0 | 5,3 | 2,4 | 1,0 | 0,4 | 18,6 |
| NBA All-Star | NBA All-Star   | 3   | 0   | 24,6 | 62,9 | 45,2 | 33,3 | 9,0 | 3,0 | 1,7 | 0,0 | 31,0 |

### Play-offs
| Seizoen  | Team           | WG  | WS | MPW  | 2P%  | 3P%  | FW%  | RPW | APW | SPW | BPW | PPW  |
| -------- | -------------- | --- | -- | ---- | ---- | ---- | ---- | --- | --- | --- | --- | ---- |
| 2016/17  | Boston Celtics | 17  | 0  | 12,6 | 47,9 | 21,7 | 66,7 | 2,1 | 0,8 | 0,4 | 0,1 | 5,0  |
| 2017/18  | Boston Celtics | 18  | 15 | 32,4 | 46,6 | 39,3 | 64,0 | 4,8 | 1,4 | 0,8 | 0,6 | 18,0 |
| 2018/19  | Boston Celtics | 9   | 9  | 30,4 | 50,6 | 35,0 | 76,7 | 5,8 | 1,1 | 0,7 | 0,2 | 13,9 |
| 2019/20  | Boston Celtics | 17  | 17 | 39,5 | 47,6 | 35,8 | 84,1 | 7,5 | 2,3 | 1,5 | 0,5 | 21,8 |
| 2021/22  | Boston Celtics | 24  | 24 | 38,3 | 47,0 | 37,3 | 76,3 | 6,9 | 3,5 | 1,1 | 0,4 | 23,1 |
| 2022/23  | Boston Celtics | 20  | 20 | 37,6 | 49,6 | 35,4 | 68,9 | 5,6 | 3,4 | 1,1 | 0,4 | 22,7 |
| Carrière | Carrière       | 105 | 85 | 32,5 | 47,9 | 36,2 | 74,0 | 5,5 | 2,3 | 1,0 | 0,4 | 18,2 |

0 Tatum · 
4 Holiday · 
7 Brown · 
8 Porziņģis · 
9 White · 
11 Pritchard · 
12 Brissett · 
13 Peterson · 
20 Davison · 
26 Tillman · 
27 Walsh · 
30 Hauser · 
40 Kornet · 
42 Horford · 
44 Springer · 
50 Mykhailiuk · 
88 Queta · 
Coach Mazzulla